# Lusignan Anna savoyai hercegné
Lusignan Anna (Nicosia, 1419. szeptember 24. – Genf, 1462. november 11.) ciprusi királyi hercegnő, címzetes jeruzsálemi és örmény királyi hercegnő. Savoyai Lajos ciprusi király édesanyja.

## Élete
Édesapja I. Janus ciprusi király, I. Jakab ciprusi király és Braunschweigi Helvis királyné fia.
Édesanyja Bourbon Sarolta ciprusi királyné, La Marche grófnője, I. János La Marche grófja és Vendôme-i Katalin leánya.
Annának öt testvére született, de csak bátyja, a későbbi II. János ciprusi király érte meg a felnőttkort.

## Családja
Anna 1433/34-ben feleségül ment I. Lajos savoyai herceghez, a házasságból 19 gyermek született:
- Amadé (1435–1472), apja halála után IX. Amadé néven Savoya hercege
- Mária (1436–1437)
- Lajos (1436–1482), aki először Stuart Annabella skót királyi hercegnőt vette nőül, de elváltak, gyermekeik nem születtek, másodszorra pedig feleségül vette unokahúgát, I. Sarolta ciprusi királynőt, egy fiuk született:
  - (Második házasságából): Savoyai Hugó (1464–1464) ciprusi királyi herceg és trónörökös
- Margit (1439–1483) első férje IV. János monferratói őrgróf; második férje Pierre de Luxembourg
  - (Első házasságából): Palaiologosz Margit (1459/64–1496), férje Podjebrád Viktorin münsterbergi herceg (1443–1500), I. György cseh király fia, 3 leány, többek között:
    - Podjebrád Apollónia (1492/6–1529), férje Erhard von Queis (1490 körül–1529) püspök, 1 leány:
      - Maria von Queis (1529–1539)
- János (Giano, 1440–1491)
- Péter (1440–1458) Genf püspöke
- Janus (1440–1491) Nizza ura, egy ideig jegyben járt unokahúgával I. Sarolta ciprusi királynővel
- Sarolta (1441–1483) aki férjhez ment a későbbi XI. Lajos francia királyhoz, ezáltal francia királyné lett
- Aimon (Aymon, 1442–1443)
- Fülöp (1443–1497), Bresse grófja, melléknevén „Földnélküli”. 1496–tól haláláig II. (Bresse-i) Fülöp néven  Savoya uralkodó hercege,
- Jakab (†1445)
- Ágnes (1445–1508)
- János Lajos (1447–1482), Genf püspöke
- Bona (Bonne, 1449–1503), 1468-tól Galeazzo Maria Sforzának (1444–1476), Milánó hercegének felesége, Sforza Bianka Mária német-római császárné anyja,
- Jakab (Jacques, 1450–1486), Romont grófja, Vaud ura, aki 1484-ben saját unokahúgát, Marie de Luxembourg–St. Pol grófkisasszonyt  (1462–1546) vette feleségül,